# Alaska (Nuovo Messico)
Alaska è una comunità non incorporata degli Stati Uniti d'America della contea di Cibola nello Stato del Nuovo Messico. Il nome fu raccolto dallo United States Geological Survey tra il 1976 e il 1980 ed entrò nel Geographic Names Information System il 13 novembre 1980.